# Augustinos Kapodistrias

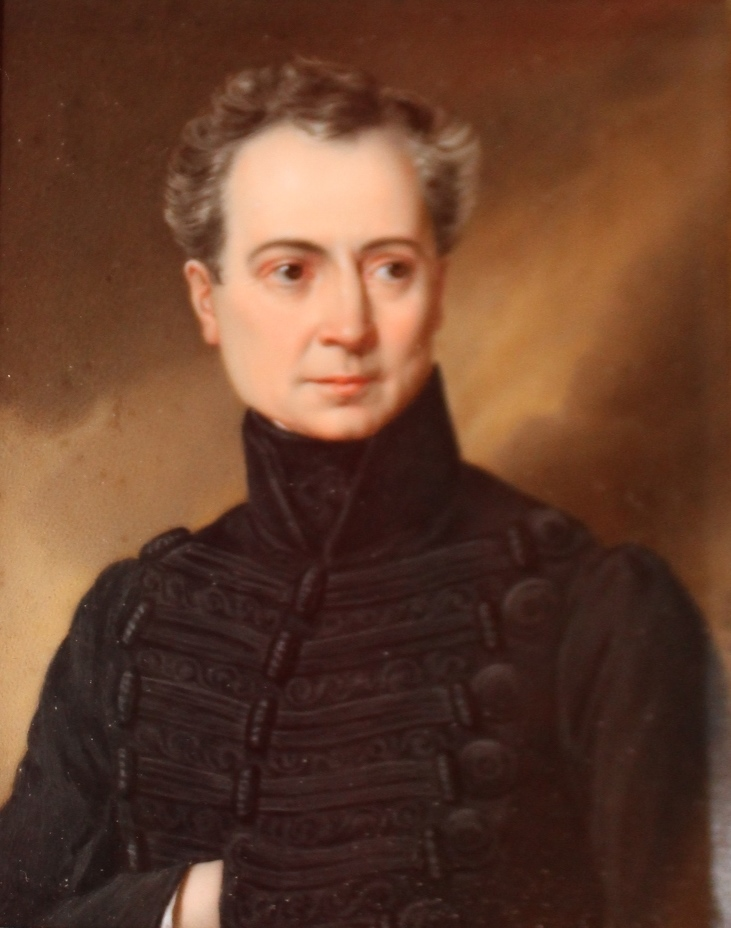
Augustinos Kapodistrias

Augustinos graaf Kapodistrias (Grieks: Αυγουστίνος Καποδίστριας) (Korfu, 1778 - aldaar, mei 1857) was een Grieks politicus die van 1831 tot 1832 president van Griekenland was.

## Levensloop
In 1828 werd Augustinos Kapodistrias door zijn broer Ioannis naar Egina geroepen en in 1829 kreeg hij ondanks zijn slechte politieke kennis het gouverneurschap van de provincies van het Griekse vasteland in handen. Als gouverneur hield hij in maart 1829 de capitulatie van Nafpaktos tegen en veroverde de steden Mesolongi en Anatoliko op de Ottomanen. Daarna nam hij de reorganisatie van het Griekse leger op zich en steunde zo de plannen van zijn broer. Door een gebrek aan financiële middelen en het gebrek aan ervaring in het leger, lukte dit plan echter niet.
Nadat Ioannis Kapodistrias op 20 december 1831 vermoord werd, werd Augustinos zijn opvolger als president. Nadat er opstand uitbrak tegen zijn regering, legde Augustinos Kapodistrias op 13 april 1832 zijn mandaat van president neer. Hij vertrok met het stoffelijk overschot van zijn broer naar Korfu, waar hij in 1857 overleed.
- Gemeinsame Normdatei: 120549573
- International Standard Name Identifier: 0000 0000 1249 0757
- Virtual International Authority File: 62381803